# Sopro frio

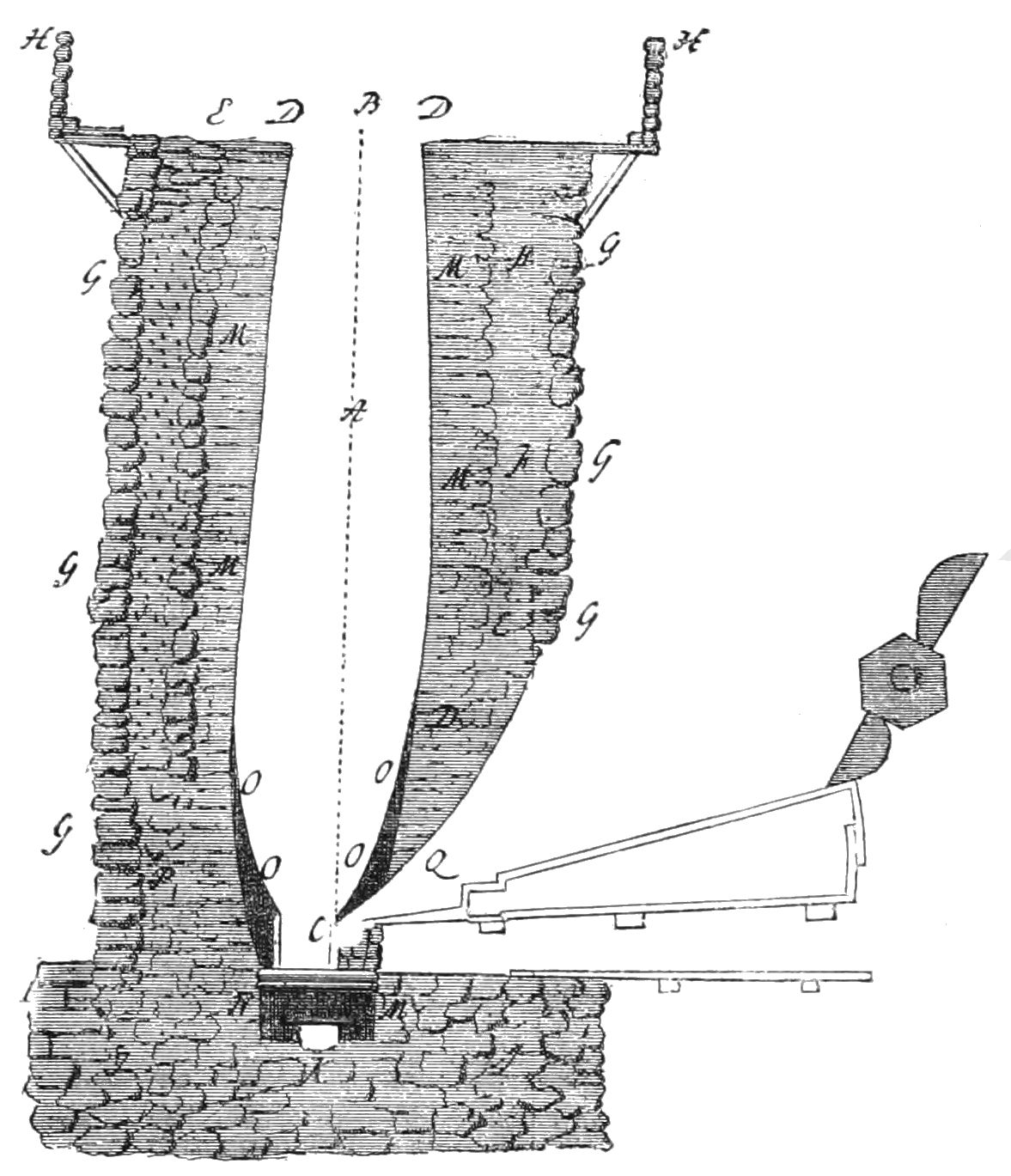
Seção de um alto-forno dos séculos XVII e XVIII. Os foles, à direita, absorvem o ar diretamente da atmosfera.

Sopro frio, na fabricação de ferro, refere-se a um forno onde o ar não é pré-aquecido antes de ser soprado no forno. Isso representa o primeiro estágio no desenvolvimento da produção de ferro. Até a década de 1820, o uso de ar frio era considerado preferível ao ar quente para a produção de ferro de alta qualidade; este efeito foi devido à umidade reduzida no ar frio do inverno.